# Франсуа Гізо
Франсуа́ П'єр Гійо́м Гізо́ (фр. François Pierre Guillaume Guizot фр.: [fʁɑ̃swa pjɛʁ ɡijom ɡizo]; 4 жовтня 1787, Нім—12 вересня 1874, Сент-Уан-ле-Пен) — французький державний діяч, дипломат, історик. Не раз обіймав міністерські посади в урядах Франції, зокрема міністра іноземних та внутрішніх справ і міністра освіти. У 1847—1848 роках був прем'єр-міністром країни. Член Французької академії (від 1836 року). Автор декількох значних праць з історії Європи, Франції, Англії.

## Біографія

### Ранні роки життя
Франсуа Гізо народився в місті Нім 4 жовтня 1787 р. Коли хлопцю було лише 7 років, під час Французької революції у 1794 р. його батька було страчено, а він сам з матір'ю мусив тікати з Франції до Женеви. Здобувши освіту в Швейцарії, Гізо повернувся до Парижа в 1805 році, де й далі вивчав право. Попри це, він згодом залишив навчання і почав писати. Критичні аналізи сучасних історичних праць зажили Гізо слави як історика і посприяли його призначенню у 1812 р. на кафедру сучасної історії в університеті в Парижі. Там він згодом став учнем відомого філософа і історика П'єра-Поля Роєр Коллара.
Під час імперії Наполеона Гізо не брав активної участі в політиці, але вже під час першої реставрації Бурбонів він обіймав посаду генерального секретаря міністерства внутрішніх справ. Після Ста днів Наполеона він обіймав посади у двох міністерствах: генерального секретаря міністерства юстиції (1815—1816 рр.) і директора міністерства внутрішніх справ (1819—1820 рр.). Вбивство престолонаступника герцога Беррійського в лютому 1820 р. спричинила радикалізацію суспільства і помірні політики, такі як Гізо були усунені з посад в уряді.
Втративши роботу в уряді, Гізо зосередився на історичних дослідженнях та літературній праці. У цей час він написав декілька відомих робіт, таких як: «Історія походження представницького уряду», «Історія англійської революції від Чарльза І до Чарльза II», «Загальна історія європейської цивілізації», і також «Історія французької цивілізації». Історичні праці Гізо отримали позитивне визнання за ґрунтовне дослідження, ясний і лаконічний стиль, розумний аналіз та неупереджене трактування подій.

### Політичне життя
У 1830 р. Гізо повернувся до активного політичного життя і в січні того ж року був обраний депутатом до парламенту і негайно приєднався до опозиції. У своїх політичних поглядах Гізо дотримувався традиційних поглядів, зокрема підтримував Конституцію 1814 р. яку разом з іншими вважав втіленням політичної мудрості, оскільки вона підтримувала баланс між владою короля, дворянства і верхівки середнього класу. Як інші консервативні ліберали він підтримував відновлення монархії, якщо вона відповідала вимогам Конституції і розподілу повноважень в ній. Однак, коли король Карл X намагався керувати указами в обхід Конституції, це призвело до втрати підтримки монарха в суспільстві і до Липневої революції 1830 р., під час котрої, Луї Філіп, герцог Орлеанський зійшов на престол.
У серпні 1830 р. в новому уряді Гізо отримав посаду міністра внутрішніх справ. Протягом наступних 2 років у своїх поглядах він ставав більш консервативним, здебільшого у відповідь на безлади у Парижі і через побоювання анархії. Консерватизм Гізо мав також глибокі коріння у його власному минулому, у побожних віруваннях кальвініста, у вірі, що обрана політична еліта країни мала божественну місію керувати масами.
У жовтні 1832 року Гізо було призначено міністром освіти країни. В цей час він взяв на себе керівну роль правого центру в парламенті. Під його патронажем був прийнятий один з найзначніших законодавчих актів від 28 червня 1833 — Статут початкових шкіл Франції. У цьому законі початкові школи були визнані необхідними і кожна комуна країни була зобов'язана підтримувати їх з місцевого бюджету. Також у цей час за його клопотанням була відновлена французька Академія моральних і політичних наук закрита ще Наполеоном, була заснована Французька історична спілка і почалася публікація державним коштом величезної колекції середньовічних документів та дипломатичного листування. Франсуа Гізо-найвпливовіший міністр останніх семи років царювання Луї-Філіпа 1.

### Останні роки життя
У лютому 1840 р. Гізо було призначено послом у Лондоні, але вже в жовтні його відкликали і запропонували посаду міністра закордонних справ Франції. Основними принципами своєї зовнішньої політики Гізо визначав невтручання, тісніші, дружні зв'язки з Великою Британією, а також співробітництво з Австрією. У 1847 р. Гізо став прем'єром країни. На цій посаді він, однак, не затримався довго і після Лютневої революції 1848 року був вимушений вирушити у вигнання до Англії. Навіть у вигнанні у Лондоні Гізо продовжив наукові дослідження в британських архівах. По закінченні революції він повернувся на батьківщину і пішов у відставку, поселився у своєму маєтку в Нормандії. За цей час, до його смерті 12 вересня 1874 року він написав ще декілька визначних праць з історії: «Історія англійської республіки за Кромвеля», «Історія протекторату Кромвеля і реставрація Стюартів» та інші.